# Hupsekot
Hupsekot – gaun wikas samiti w zachodniej części Nepalu w strefie Lumbini w dystrykcie Nawalparasi. Według nepalskiego spisu powszechnego z 2001 roku liczył on 505 gospodarstw domowych i 3464 mieszkańców (1775 kobiet i 1689 mężczyzn).